# Branka Musulin
Branka Musulin (ur. 6 sierpnia 1917 w Zagrzebiu, zm. 1 stycznia 1975 w Schmallenbergu) – chorwacka i niemiecka pianistka, pedagog muzyczny.

## Życiorys
Urodziła się w Zagrzebiu i już jako dziecko koncertowała publicznie. Studiowała u prof. Svetislava Stančicia w Konserwatorium w Zagrzebiu. Tuż po zagraniu dyplomu i uzyskaniu magisterium wyjechała do Paryża, by studiować u Alfreda Cortot i Yvonne Lefébure. Studiowała także u Maxa von Pauera w Wirtembergii i u Alfredo Caselli w Rzymie.
Po 1945 koncertowała wraz z takimi muzykami, jak Hermann Abendroth, Franz Konwitschny, Hans Müller-Kray. Od 1958 prowadziła klasę fortepianu Hochschule für Musik und Darstellende Kunst we Frankfurcie nad Menem.
Zmarła w wieku 57 lat w Schmallenbergu w Westfalii.

## Nagrania
- Ludwig van Beethoven – IV Koncert fortepianowy op. 58, Leipzig Radio Orchestra, pod dyr. Hermanna Abendrotha, nagranie z 1950;
- Fryderyk Chopin – I Koncert fortepianowy e-moll op. 11 oraz II Koncert fortepianowy f-moll op. 21, Stuttgart Suddeutscher Rundfunks Symphony Orchestra, pod dyr. Hansa Müller-Kraya.